# Арипуанан (река)
Арипуанан (порт. Rio Aripuanã) — река на северо-западе Бразилии, в штатах Мату-Гросу и Амазонас, правый приток Мадейры.

## Описание

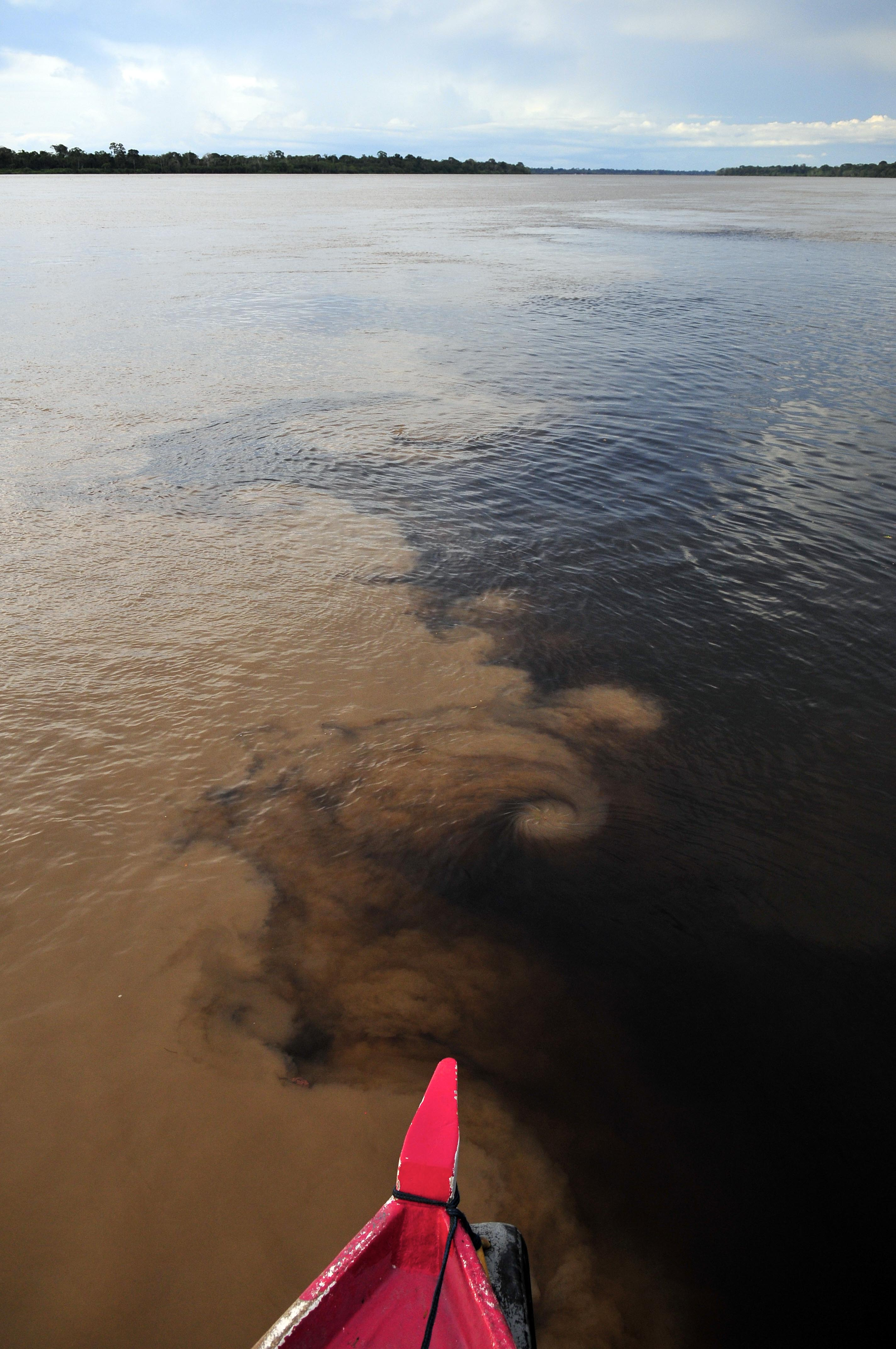
Арипуанан (справа) впадает в Мадейру (слева)

Длина реки — около 1100 км. Площадь водосборного бассейна реки равна 146 300 км², из которых на штат Мату-Гросу приходится 99 357 км², на Амазонас — 32 874 км² и на Рондонию — 14 026 км². Бассейн Арипуанана граничит с бассейнами рек Журуэна — на востоке, Жипарана — на юге и западе, Акари и Сукундури на севере. Уклон поверхности бассейна — 0,43 м/км.

### Течение
Река начинается на плато Дос-Паресис в Мату-Гросу на высоте около 500 метров над уровнем моря (по другим данным исток реки находится на высоте 457 метров над уровнем моря) к северу от города Кашуэйринья. Течёт в общем северном направлении через амазонскую сельву, в среднем течении имеет обрывистые берега. Низовья реки представляют собой аллювиальную болотистую равнину, покрытую густым лесом. Верховья — гористые. Устье расположено на высоте 22 метра над уровнем моря (по другим данным — от 34 до 39) у города Нову-Арипуанан.

### Притоки
Крупнейший приток — Рузвельт (левый, длина 640 км); другие крупные притоки — Жума (пр), Гуариба (лв), Мореру (пр), Пакутинга (пр), Канаман (пр), Риу-Бранку (лв). В бассейне реки имеется 380 озёр. В верховьях на реке имеются водопады, самые значительные — Сальто-дас-Андориньяс и Дарданелос.

### Судоходство
Река Арипуанан судоходна в нижнем течении, на протяжении 212 километров, между устьем и городом Палмейринья. Во время наводнений судоходный участок увеличивается до 300 километров, река становится судоходной до города Мата-Мата. Главный порт реки расположен в устье — город Нову-Арипуанан.

## Климат и животный мир
Климат бассейна реки — группы Aw по классификации Кёппена — влажный тропический с сухой зимой. Максимум стока приходится на период с ноября по май с пиком в марте-апреле, минимум — с июня по октябрь с пиком в сентябре-октябре. Расход воды (в Праинья-Нову) может меняться от 12237 м³/с (наводнение 1997 года) до 106 м³/с (засуха 1998). Удельный годовой сток — 26,1 л/(с×км²). Наводнения на Арипуанане случаются в марте — мае. Ихтиофауна реки изучена плохо; однако только исследование 2001 года выявило 38 видов, что позволяет предполагать большое их разнообразие. В сумме по разным исследованиям известно 166 видов рыб. Также в бассейне реки выявлено 125 видов амфибий и 124 — рептилий, 509 видов птиц и 113 видов млекопитающих.
В 2007 году в бассейне реки Арипуанан нидерландским учёным Марком ван Роосмаленом был открыт новый вид млекопитающих, гигантский пекари (лат. Pecari maximus), который ранее считался вымершим. Этот вид значительно крупнее ошейникового пекари, ранее считавшегося единственным представителем рода. Длина тела достигает 130 см, вес до 50 кг. В 2008 году Роосмален описал ещё один новый вид, найденный в низменных лесах бассейна реки — карликовый тапир (лат. Tapirus pygmaeus).

## Комментарии
1. ↑  На карте Генерального штаба ВС СССР верхнее течение реки носит название Канаман, в то время как название Арипуанана присвоено её левому притоку Риу-Бранку